# 코네티컷주의 대학 목록
다음은 미국 코네티컷주의 대학 목록이다.
- 센트럴 코네티컷 주립 대학교
- 코네티컷 칼리지
- 하트퍼드 신학교
- 포스트 대학교
- 트리니티 칼리지 (코네티컷주)
- 브리지포트 대학교
- 코네티컷 대학교
- 하트퍼드 대학교
- 세인트 조지프 대학교 (코네티컷주)
- 웨슬리언 대학교
- 예일 대학교

## 같이 보기
- 미국의 대학 목록